# André-ani
André-ani, de son vrai nom Clément Henri Andreani, est un costumier américain né le 22 avril 1901 à Oakland, en Californie, et mort le 3 avril 1953 toujours à Oakland.

## Biographie
Clément Henri Andreani est le fils d'immigrés italiens arrivés aux États-Unis en 1888. Orphelin très tôt, il est pris en charge par sa tante, mais doit se débrouiller beaucoup par lui-même. Des amis, conscients de ses qualités artistiques, l'aident à suivre des cours d'art à San Francisco. Dès l'âge de 16 ans, il commence à travailler.
En 1925, il entre à la Metro-Goldwyn-Mayer, et en 1928 à Universal Pictures,.

## Filmographie
- 1925 : La Carte forcée (Soul Mates) de Jack Conway
- 1925 : His Secretary (en) de Hobart Henley
- 1925 : La Sorcière (The Mystic) de Tod Browning
- 1925 : If Marriage Fails de John Ince
- 1926 : La Chair et le Diable (Flesh and the Devil) de Clarence Brown
- 1926 : The Fire Brigade de William Nigh
- 1926 : Exit Smiling de Sam Taylor
- 1926 : La Tentatrice (The Temptress) de Fred Niblo
- 1926 : Le Cirque du diable (The Devil's Circus) de Benjamin Christensen
- 1926 : Le Torrent (Torrent) de Monta Bell
- 1926 : L'Oiseau noir (The Blackbird) de Tod Browning
- 1926 : Valencia (en) de Dimitri Buchowetzki
- 1926 : Tin Hats (en) d'Edward Sedgwick
- 1926 : The Flaming Forest de Reginald Barker
- 1926 : En scène (en) (Upstage) de Monta Bell
- 1926 : Love's Blindness (en) de John Francis Dillon
- 1926 : War Paint de W. S. Van Dyke
- 1926 : Bardelys le magnifique (Bardelys the Magnificent) de King Vidor
- 1926 : Blarney de Marcel De Sano
- 1926 : The Gay Deceiver (en) de John M. Stahl
- 1926 : Maître Nicole et son fiancé (The Waning Sex) de Robert Z. Leonard
- 1926 : The Boy Friend (en) de Monta Bell
- 1926 : Paris d'Edmund Goulding
- 1926 : Money Talks (en) d'Archie Mayo
- 1926 : Quand la femme est Roi (Beverly of Graustark) de Sidney Franklin
- 1926 : Exquisite Sinner de Josef von Sternberg
- 1926 : The Barrier de George W. Hill
- 1926 : Monte Carlo de Christy Cabanne
- 1926 : Dance Madness de Robert Z. Leonard
- 1927 : Captain Salvation de John S. Robertson
- 1927 : The Red Mill de Roscoe Arbuckle
- 1927 : La Vendeuse des galeries (Becky) de John P. McCarthy
- 1927 : Le Rappel (The Bugle Call) de Edward Sedgwick
- 1927 : The Frontiersman (en) de Reginald Barker
- 1927 : Tillie the Toiler de Hobart Henley
- 1927 : Le Signal de feu (Annie Laurie) de John S. Robertson
- 1927 : California de W. S. Van Dyke
- 1927 : Rookies de Sam Wood
- 1927 : Lovers (en) de John M. Stahl
- 1927 : Slide, Kelly, Slide d'Edward Sedgwick
- 1927 : Heaven on Earth de Phil Rosen
- 1927 : Le Dernier Refuge (The Understanding Heart) de Jack Conway
- 1927 : The Demi-Bride de Robert Z. Leonard
- 1927 : La Femme aux diamants (Women Love Diamonds) d'Edmund Goulding
- 1927 : Altars of Desire de Christy Cabanne
- 1927 : Taxi-girl (The Taxi Dancer'') de Harry F. Millarde
- 1927 : A Little Journey (en) de Robert Z. Leonard
- 1928 : La Foule (The Crowd) de King Vidor
- 1928 : Le Vent (The Wind) de Victor Sjöström
- 1929 : Gabbo le ventriloque (The Great Gabbo) de James Cruze
- 1930 : Boudoir diplomatique (en) (The Boudoir Diplomat) de Malcolm St. Clair
- 1930 : The Cat Creeps  de Rupert Julian et John Willard
- 1933 : L'Argent par les fenêtres (Money Talks) de Norman Lee
- 1935 : Une femme à bord (en) (Vagabond Lady) de Sam Taylor